# Never Let Me Down
Az 1987-es Never Let Me Down David Bowie nagylemeze. Noha stílusában próbál visszatérni Bowie 1970-es évekbeli nagylemezeihez, sok rajongó és kritikus szerint mégis az előadó legrosszabb nagylemeze.

## Az album dalai
Minden szám szerzője David Bowie, kivétel ahol a szerzők jelölve vannak.
Első oldal
1. "Day-In Day-Out" – 4:38
2. "Time Will Crawl" – 4:18
3. "Beat of Your Drum" – 4:32
4. "Never Let Me Down" (David Bowie, Carlos Alomar) – 4:03
5. "Zeroes" – 5:46

Második oldal
1. "Glass Spider" – 4:56
2. "Shining Star (Makin' My Love)" – 4:05
3. "New York's in Love" – 3:55
4. "'87 and Cry" – 3:53
5. "Too Dizzy" (David Bowie, Erdal Kizilkay) – 3:58
6. "Bang Bang" (Iggy Pop, Ivan Kral) – 4:02

## Helyezések és eladási minősítések

### Album
| Év   | Lista                           | Helyezés |
| ---- | ------------------------------- | -------- |
| 1987 | Brit albumlista                 | 6        |
| 1987 | Billboard Pop Albums            | 34       |
| 1987 | Norvég albumlista (VG-lista)    | 3        |
| 1987 | Ausztrál Kent Report albumlista | 19       |
| 1987 | Kanadai albumlista (RPM)        | 6        |

### Kislemezek
| Év                    | Kislemez          | Lista                                      | Helyezés |
| --------------------- | ----------------- | ------------------------------------------ | -------- |
| 1987                  | Day-In Day-Out    | Ausztrál kislemezlista (Kent Music Report) | 33       |
| 1987                  | Day-In Day-Out    | Belga kislemezlista                        | 10       |
| 1987                  | Day-In Day-Out    | Billboard Hot 100                          | 21       |
| 1987                  | Day-In Day-Out    | Brit kislemezlista                         | 17       |
| 1987                  | Day-In Day-Out    | Kanadai kislemezlista                      | 16       |
| 1987                  | Day-In Day-Out    | Spanyol kislemezlista                      | 14       |
| 1987                  | Day-In Day-Out    | Svéd kislemezlista                         | 5        |
| 1987                  | Time Will Crawl   | Brit kislemezlista                         | 33       |
| 1987                  | Time Will Crawl   | Billboard Mainstream Rock                  | 7        |
| 1987                  | Time Will Crawl   | Ír kislemezlista                           | 18       |
| 1987                  | Never Let Me Down | Billboard Hot 100                          | 27       |
| Brit kislemezlista    | Never Let Me Down | 34                                         |          |
| Ír kislemezlista      | Never Let Me Down | 27                                         |          |
| Kanadai kislemezlista | Never Let Me Down | 37                                         |          |

### Eladási minősítések
| Szervezet  | Minősítés |
| ---------- | --------- |
| RIAA – USA | arany     |
| BPI – UK   | arany     |

## Közreműködők

### Zenészek
- David Bowie – ének és háttérvokál, gitár, billentyűs hangszerek, szájharmonika, ütőhangszerek
- Carlos Alomar – gitár, gitár-szintetizátor, csörgők, háttérvokál
- Erdal Kızılçay –  billentyűs hangszerek, dob, basszusgitár, trombita, hegedű, háttérvokál
- Peter Frampton – gitár, szitár
- Philippe Saisse – zongora
- Carmine Rojas – basszusgitár
- Stan Harrison – altszaxofon
- Steve Elson – baritonszaxofon
- Lenny Pickett – tenorszaxofon
- Earl Gardner – szárnykürt
- Laurie Frink – trombita
- Errol "Crusher" Bennett – ütőhangszerek
- Sid McGinnis – gitár
- Mickey Rourke – rap
- Robin Clark – háttérvokál
- Lani Groves – háttérvokál
- Diva Gray – háttérvokál
- Gordon Grody – háttérvokál

### Produkció
- David Bowie – producer
- David Richards – producer, segédhangmérnök
- Malcolm Pollack – hangmérnök
- Bob Clearmountain – mixing
- Bob Ludwig – mastering
- Mick Haggerty – borítóterv
- Greg Gorman – fotó
- Andre Gauchat – segédhangmérnök
- Jon Goldberger – segédhangmérnök
- Christopher A. Scott – segédhangmérnök
- Justin Shirley Smith – segédhangmérnök